# Arturo Cattaneo
Arturo Cattaneo (ur. 1948 w Lugano) – szwajcarski architekt i duchowny prałatury personalnej Opus Dei. 

## Życiorys
Od 1979 roku kapłan, doktor prawa kanonicznego i teologii. W latach 1984–1994 wykładał na Wydziale Prawa Kanonicznego Uniwersytetu Nawarry w Pampelunie. Od 1992 do 1997 był profesorem zwyczajnym na Wydziale Teologicznym w Lugano, gdzie wykładał prawo kanoniczne. Od 1997 do 2003 był profesorem eklezjologii i ekumenizmu na Wydziale Teologicznym Papieskiego Uniwersytetu św. Krzyża w Rzymie. Od 2003 jest profesorem zwyczajnym na Wydziale Prawa Kanonicznego Świętego Piusa X (Wenecja). 

## Książki
Jest autorem licznych publikacji z dziedziny prawa kanonicznego, eklezjlogii oraz duszpasterstwa małżeństw. W języku polskim ukazały się: 
- I żyli długo i szczęśliwie, Wyd. Apostolicum, Ząbki 2001, ISBN 83-7031-274-8
- Żonaci Księża? 30 palących pytań w kwestii celibatu, Wyd. Bernardinum 2012, 172 s., ISBN 978-83-7823-037-3
- Przygotować się do małżeństwa pod kierunkiem papieża Franciszka, Wyd. św. Stanisława BM, Kraków 2017, 64 s., ISBN 978-83-742-2904-3